# Liste der Kulturdenkmäler in Diez
In der Liste der Kulturdenkmäler in Diez sind alle Kulturdenkmäler der rheinland-pfälzischen Stadt Diez einschließlich des Stadtteils Freiendiez aufgeführt. Grundlage ist die Denkmalliste des Landes Rheinland-Pfalz (Stand: 8. Dezember 2023).

## Denkmalzonen
| Bezeichnung                             | Lage | Baujahr                               | Beschreibung | Bild                           |
| --------------------------------------- | --- | ------------------------------------- | --- | ------------------------------ |
| Denkmalzone Altstadt Diez               | Alter Markt 1–12, Altstadtstraße 1–42, 44, Emmerichstraße 1a, 2, Marktstraße 4, 6, Oraniensteiner Straße 1, 2a, 3, Pfaffengasse 1–4, 6–12, 15–28, Schloßberg 1–4, 6–10, 12 Lage |                                       | umfasst die Diezer Burg und die zugehörige, ehemals vollständig ummauerte Siedlung und greift im Nordwesten und im Südwesten über die mittelalterliche Stadtgrenze hinaus bis zum Lahnufer | weitere Bilder Fotos hochladen |
| Denkmalzone Bahnhofstraße/Wilhelmstraße | Bahnhofstraße 1–7, Wilhelmstraße 69, 71, 73 Lage | um 1850                               | Gruppe aus drei einheitlich konzipierten klassizistischen Wohnbauten, um 1850 sowie die um 1870 kurz nach Eröffnung des Bahnhofs angelegte Bebauung aus sieben Villen im westlichen Abschnitt der Bahnhofstraße | weitere Bilder Fotos hochladen |
| Denkmalzone Jüdischer Friedhof          | Fachinger Weg, hinter Nr. 4 Lage | Ende des 19. Jahrhunderts             | Ende des 19. Jahrhunderts angelegt; 33 Grabsteine auf 59 Gräbern | weitere Bilder Fotos hochladen |
| Denkmalzone Louise-Seher-Straße         | Louise-Seher-Straße 13–23 (ungerade Nummern) Lage | spätes 19. Jahrhundert                | fünf villenartige Wohnhäuser am nordwestlichen Rand der im späten 19. Jahrhundert am Hang nördlich des Bahnhofs angelegten Stadterweiterung; die Vorgärten mit den alten straßenseitigen Einfriedungen erhalten | weitere Bilder Fotos hochladen |
| Denkmalzone Neustadt Diez               | Bergstraße 1–8, Emmerichstraße 1, 3, 5–7, Ernst-Scheuern-Platz 1–8, Im Werkes 1, Kanalstraße 1–12, Marktstraße 1, 2, Rosenstraße 1–42, Schaumburger Straße 1–25a, 27–41 (ungerade Nummern), Schläferweg 2, 4, Schulstraße 1–5, Unterstraße 1–10, Wilhelmstraße 1–29, 31–37 (ungerade Nummern) Lage | ab 1690                               | einheitlich mit zwei rechteckigen Plätzen (Markt und Ernst-Scheuern-Platz) auf regelmäßigem Grundriss angelegte Stadterweiterung ab 1690; greift im Westen durch die Einbeziehung des Lahnufers über die historische Bebauungsgrenze hinaus                                                                                  | weitere Bilder Fotos hochladen |
| Denkmalzone Parkstraße                  | Parkstraße 1–17 (ungerade Nummern), 2 und 4 Lage | spätes 19. und frühes 20. Jahrhundert | mehrere Villen und villenartige Wohnhäuser und dazugehörige Gärten mit alten straßenseitigen Einfriedungen, spätes 19. und frühes 20. Jahrhundert (Nr. 5 bezeichnet 1902); von Nr. 15 nur der straßenseitige Garten erhalten                                                                                                 | weitere Bilder Fotos hochladen |
| Denkmalzone Schloss Oranienstein        | Oraniensteiner Straße Lage | 1671–84                               | Hauptflügel unter Wiederverwendung romanischen Mauerwerks 1671–84 errichtet, Umbau der mittelalterlichen Wohntrakte zum Schloss, 1704–09, Architekt Daniel Marot, Baumeister Johann Coulon; vom niederländischen Barock stark beeinflusster Bau im Louis-Seize-Stil; Kasernenbauten der preußischen Kadettenanstalt, 1900–14 | weitere Bilder Fotos hochladen |

## Einzeldenkmäler
| Bezeichnung                       | Lage                                                        | Baujahr                             | Beschreibung | Bild                           |
| --------------------------------- | ----------------------------------------------------------- | ----------------------------------- | --- | ------------------------------ |
| Stadtbefestigung                  |                                                             | nach 1239                           | nach 1239 begonnen; durch Häuser verbaute Mauerteile und Reste von drei Türmen | weitere Bilder Fotos hochladen |
| Villa                             | Adelheidstraße 1 Lage                                       | um 1880                             | villenartiges Wohnhaus, wohl um 1880 | Fotos hochladen                |
| Wohnhaus                          | Alter Markt 2/3 Lage                                        | 1654                                | stattliches Doppelwohnhaus, reiches Zierfachwerk, bezeichnet 1654, Ladeneinbau | weitere Bilder Fotos hochladen |
| Wohnhaus                          | Alter Markt 4 Lage                                          | 18. Jahrhundert                     | dreigeschossiges Fachwerkhaus mit Mansarddach, 18. Jahrhundert | BW                             |
| Wohnhaus                          | Alter Markt 5 Lage                                          | 16. Jahrhundert                     | dreigeschossiges Fachwerkhaus, teilweise massiv und verputzt, 16. Jahrhundert | Fotos hochladen                |
| Wohnhaus                          | Alter Markt 6 Lage                                          | erstes Drittel des 19. Jahrhunderts | dreigeschossiges klassizistisches Wohnhaus, erstes Drittel des 19. Jahrhunderts | BW                             |
| Wohnhaus                          | Alter Markt 7 Lage                                          | 17. Jahrhundert                     | viergeschossiges Wohnhaus, teilweise massiv, Zierfachwerk des 17. Jahrhunderts | Fotos hochladen                |
| Hotel Nassauer Hof                | Alter Markt 9 Lage                                          | 16. oder 17. Jahrhundert            | dreigeschossiges verputztes Fachwerkhaus, wohl aus dem 16. oder 17. Jahrhundert | Fotos hochladen                |
| Wohnhaus                          | Alter Markt 11/12 Lage                                      |                                     | kopierender Aufbau des 1975 abgebrochenen Fachwerkhauses | weitere Bilder Fotos hochladen |
| Altes Rathaus                     | Altstadtstraße 1 Lage                                       | 1610                                | ehemaliges Rathaus; dreigeschossiger Fachwerkeckbau, 1610 | weitere Bilder Fotos hochladen |
| Wohnhaus                          | Altstadtstraße 2 Lage                                       | 16. Jahrhundert                     | dreigeschossiges Fachwerkhaus, teilweise massiv, 16. Jahrhundert | BW                             |
| Wohnhaus                          | Altstadtstraße 7 Lage                                       | 16. oder 17. Jahrhundert            | dreigeschossiges Fachwerkhaus, teilweise massiv, verputzt, wohl aus dem 16. oder 17. Jahrhundert | BW                             |
| Wohnhaus                          | Altstadtstraße 8 Lage                                       | 18. Jahrhundert                     | verputztes Fachwerkhaus, teilweise verschiefert, wohl aus dem 18. Jahrhundert | BW                             |
| Wohnhaus                          | Altstadtstraße 18 Lage                                      | 18. Jahrhundert                     | verputztes Fachwerkhaus, Mansarddach, wohl aus dem 18. Jahrhundert | BW                             |
| Wohn- und Geschäftshaus           | Altstadtstraße 21 Lage                                      | 17. und 18. Jahrhundert             | dreigeschossiges Fachwerkhaus, teilweise massiv, Mansarddach, 17. und 18. Jahrhundert | Fotos hochladen                |
| Wohnhaus                          | Altstadtstraße 26 Lage                                      | 1635                                | verputztes Fachwerkhaus, bezeichnet 1635; an der Fassade ein Fresko von Rudolf Fuchs, das Sophie Hedwig von Braunschweig-Wolfenbüttel zeigt | weitere Bilder Fotos hochladen |
| Wohnhaus                          | Altstadtstraße 30 Lage                                      | 1900                                | dreigeschossiges Haus, Fassade um 1900, im Kern eventuell älter | BW                             |
| Wohnhaus                          | Altstadtstraße 31 Lage                                      | 16. oder 17. Jahrhundert            | verputztes Fachwerkhaus, wohl aus dem 16. oder 17. Jahrhundert | BW                             |
| Wohnhaus                          | Altstadtstraße 33 Lage                                      | 17. Jahrhundert                     | Fachwerkhaus, teilweise verputzt, 17. Jahrhundert | weitere Bilder Fotos hochladen |
| Wohnhaus                          | Altstadtstraße 34 Lage                                      | 17. Jahrhundert                     | dreigeschossiges Fachwerkhaus, teilweise verputzt, 17. Jahrhundert | Fotos hochladen                |
| Wohn- und Geschäftshaus           | Altstadtstraße 35 Lage                                      | 17. Jahrhundert                     | dreigeschossiges Fachwerkhaus, teilweise massiv, 17. Jahrhundert | weitere Bilder Fotos hochladen |
| Wohnhaus                          | Altstadtstraße 37 Lage                                      | wohl aus dem 17. Jahrhundert        | dreigeschossiges Fachwerkhaus, teilweise massiv, verputzt, wohl aus dem 17. Jahrhundert | BW                             |
| Wohnhaus                          | Altstadtstraße 38 Lage                                      | 17. Jahrhundert                     | dreigeschossiges Fachwerkhaus, teilweise massiv, verputzt, wohl aus dem 17. Jahrhundert | BW                             |
| Wohnhaus                          | Altstadtstraße 39 Lage                                      | 16. oder 17. Jahrhundert            | dreigeschossiges verputztes Fachwerkhaus, wohl aus dem 16. oder 17. Jahrhundert | BW                             |
| Wohnhaus                          | Altstadtstraße 41 Lage                                      | 19. Jahrhundert                     | Fachwerkhaus, 19. Jahrhundert | Fotos hochladen                |
| Wohnhaus                          | Altstadtstraße 42 Lage                                      | 17. Jahrhundert                     | dreigeschossiges Wohnhaus, teilweise verputzt, Zierfachwerk des 17. Jahrhunderts | BW                             |
| Wohnhaus                          | Altstadtstraße 43/45 Lage                                   | 17. Jahrhundert                     | Doppelwohnhaus, verputzt und verkleidet, Fachwerk wohl aus dem 17. Jahrhundert | Fotos hochladen                |
| Bahnhof Diez                      | Bahnhofstraße ohne Nummer Lage                              | 1862                                | Empfangsgebäude des Bahnhofs Diez; neunachsiger klassizistischer Putzbau mit turmartig erhöhten Seitenrisaliten, 1862 | weitere Bilder Fotos hochladen |
| Villa                             | Bahnhofstraße 4 Lage                                        | um 1875                             | spätklassizistische Walmdach-Villa, um 1875 | Fotos hochladen                |
| Villa                             | Bahnhofstraße 7 Lage                                        | um 1875                             | spätklassizistische Villa, um 1875 | Fotos hochladen                |
| Wohnhaus                          | Emmerichstraße 3 Lage                                       | 18. Jahrhundert                     | Wohnhaus, Fachwerk teilweise wohl aus dem 18. Jahrhundert, um 1900 überformt | BW                             |
| Fruchtspeicher                    | Emmerichstraße 6 Lage                                       | 1718                                | ehemaliger Fruchtspeicher; langgestreckter Mansarddachbau, 1718 | weitere Bilder Fotos hochladen |
| Wohnhaus                          | Emser Straße 2 Lage                                         | 17. oder 18. Jahrhundert            | verputztes Fachwerkhaus, wohl aus dem 17. oder 18. Jahrhundert | BW                             |
| Villa                             | Emser Straße 46 Lage                                        | um 1900                             | Villa, Landhausstil, um 1900 | BW                             |
| Wohnhaus                          | Ernst-Scheuern-Platz 5 Lage                                 | um 1850/60                          | sechsachsiges spätklassizistisches Wohnhaus, um 1850/60 | BW                             |
| Wohnhaus                          | Ernst-Scheuern-Platz 6 Lage                                 | um 1800                             | fünfachsiger Mansarddachbau, wohl um 1800 | weitere Bilder Fotos hochladen |
| Katholische Pfarrkirche Herz Jesu | Ernst-Scheuern-Platz 8 Lage                                 | 1887                                | ehemals St. Bonifatius; Chor und Westbau von 1887, Turm von 1961 | weitere Bilder Fotos hochladen |
| Denkmal                           | Felkestraße Lage                                            | 1926                                | Denkmal für Pfarrer Felke, 1926 | weitere Bilder Fotos hochladen |
| Wohnhaus                          | Kanalstraße 1 Lage                                          | erstes Viertel des 19. Jahrhunderts | zweieinhalbgeschossiges langgestrecktes Fachwerkhaus, verputzt, erstes Viertel des 19. Jahrhunderts; wichtige stadträumliche Funktion | BW                             |
| Wohnhaus                          | Kanalstraße 5/6 Lage                                        | 18. Jahrhundert                     | langgestreckter Mansarddachbau, 18. Jahrhundert | BW                             |
| Brücke                            | Kanalstraße und Schulstraße Lage                            | 18. Jahrhundert                     | einbogige Brücke, 18. Jahrhundert | weitere Bilder Fotos hochladen |
| Villa                             | Lorenzstraße 1 Lage                                         | 1902                                | Villa, Landhausstil, bezeichnet 1902; Gesamtanlage mit Garten mit Pavillon und bauzeitlicher Einfriedung | Fotos hochladen                |
| Villa                             | Lorenzstraße 7/9 Lage                                       | um 1920                             | Doppelvilla, Reformarchitektur, um 1920 | Fotos hochladen                |
| Felke-Bad                         | Lorenzstraße 14 Lage                                        | 1879                                | ehemaliges Felke-Bad; Mansarddach-Villa, 1879, kurz vor 1914 umgebaut; Gesamtanlage mit Seitenflügel, um 1900, und Park | weitere Bilder Fotos hochladen |
| Villa                             | Louise-Seher-Straße 5 Lage                                  | um 1870/80                          | klassizistische Villa, um 1870/80 | Fotos hochladen                |
| Villa                             | Louise-Seher-Straße 23 Lage                                 | um 1905                             | Villa mit barockisierenden Stilelementen, um 1905 | weitere Bilder Fotos hochladen |
| Wohn- und Geschäftshaus           | Marktplatz 8 Lage                                           | spätes 17. und 18. Jahrhundert      | zweiflügliger, dreigeschossiger Mansarddachbau, Putzgliederung wohl um 1910 (oder um 1800?), darunter wohl Fachwerk des späten 17. und 18. Jahrhunderts | BW                             |
| Brücke                            | Marktplatz und Ernst-Scheuern-Platz Lage                    | 1707                                | einbogige Straßenbrücke, bezeichnet 1707 | weitere Bilder Fotos hochladen |
| Wohn- und Geschäftshaus           | Marktstraße 2 Lage                                          |                                     | im Kern barockes Fachwerkhaus mit Mansarddach, moderne Ladeneinbauten | BW                             |
| Kriegerdenkmal und Grabsteine     | Oraniensteiner Straße, im Robert-Heck-Park Lage             | 19. Jahrhundert                     | auf dem ehemaligen Friedhof: Kriegerdenkmal 1870/71, Grabsteine des 19. Jahrhunderts | weitere Bilder Fotos hochladen |
| Wohnhaus                          | Oraniensteiner Straße 2a Lage                               | 1675                                | dreigeschossiges Wohnhaus, 1675 und frühes 18. Jahrhundert, mit Teilen der ehemaligen Stadtmauer; in der straßenseitigen Fassade Reste eines ehemaligen Torturms | weitere Bilder Fotos hochladen |
| Hofgut Oranien                    | Oraniensteiner Straße 35 Lage                               | 1675                                | von hohen Bruchsteinmauern eingefasstes Areal mit verputztem Wohnhaus und Fachwerk-Wirtschaftsgebäuden, 1675 durch Albertine Agnes von Oranien-Nassau nach Plänen des Kammermeisters Ravenschlag erbaut, Erscheinungsbild des 19. Jahrhunderts | BW                             |
| Villa                             | Parkstraße 2 Lage                                           | 1899                                | Villa; asymmetrischer Putzbau, bezeichnet 1899 | Fotos hochladen                |
| Villa                             | Parkstraße 4 Lage                                           | um 1900                             | barockisierende Mansarddachvilla, um 1900 | Fotos hochladen                |
| Villa                             | Parkstraße 9 Lage                                           | um 1900/05                          | kleine Villa, Landhausstil, um 1900/05 | Fotos hochladen                |
| Alte Lahnbrücke                   | Pfaffengasse Lage                                           | 1615                                | Pfeiler der Steinbrücke von 1615, im Kern aus dem 16. Jahrhundert | weitere Bilder Fotos hochladen |
| Wohnhaus                          | Pfaffengasse 4 Lage                                         | frühes 20. Jahrhundert              | Eckwohnhaus, frühes 20. Jahrhundert | BW                             |
| Wohnhaus                          | Pfaffengasse 5 Lage                                         | 1520                                | dreigeschossiges Fachwerkhaus, teilweise verputzt, bezeichnet 1520 | Fotos hochladen                |
| Haus Monreal                      | Pfaffengasse 7 Lage                                         | 1608                                | dreigeschossiges Fachwerkhaus, bezeichnet 1608 | weitere Bilder Fotos hochladen |
| Wohnhaus                          | Pfaffengasse 8 Lage                                         | spätes 16. Jahrhundert              | Fachwerkhaus, teilweise massiv, wohl aus dem späten 16. Jahrhundert | BW                             |
| Wohnhaus                          | Pfaffengasse 11 Lage                                        | 17. Jahrhundert                     | Fachwerkhaus mit Laubenvorbau, 17. Jahrhundert | Fotos hochladen                |
| Wohnhaus                          | Pfaffengasse 12 Lage                                        | 17. Jahrhundert                     | Wohnhaus, teilweise verputzt und Fachwerk, 17. Jahrhundert | BW                             |
| Wohnhaus                          | Pfaffengasse 15 Lage                                        | um 1880                             | dreigeschossiges Wohnhaus, um 1880; wichtige städtebauliche Situation | BW                             |
| Wohnhaus                          | Pfaffengasse 19 Lage                                        | 16. oder 17. Jahrhundert            | dreigeschossiges Fachwerkhaus, teilweise massiv, verputzt, wohl aus dem 16. oder 17. Jahrhundert | BW                             |
| Wohnhaus                          | Pfaffengasse 22 Lage                                        | spätes 17. Jahrhundert              | dreigeschossiges Fachwerkhaus, teilweise verputzt, wohl noch aus dem 17. Jahrhundert | BW                             |
| Lateinschule                      | Pfaffengasse 24 Lage                                        | 15. Jahrhundert                     | ehemalige Lateinschule; dreigeschossiges Fachwerkhaus, teilweise massiv, 17. Jahrhundert, Fachwerkquerflügel, 15. Jahrhundert | weitere Bilder Fotos hochladen |
| Eberhardshaus                     | Pfaffengasse 27 Lage                                        | 1784                                | stattlicher Mansarddachbau, 1784 | weitere Bilder Fotos hochladen |
| Wohnhaus                          | Pfaffengasse 28 Lage                                        | 18. Jahrhundert                     | verputztes Fachwerkhaus, Mansarddach, wohl aus dem 18. Jahrhundert | BW                             |
| Wohn- und Geschäftshaus           | Rosenstraße 4 Lage                                          | 18. Jahrhundert                     | verputztes Fachwerkhaus, Mansarddach, wohl aus dem 18. Jahrhundert | BW                             |
| Wohn- und Geschäftshaus           | Rosenstraße 9 Lage                                          | 18. Jahrhundert                     | siebenachsiger verputzter Fachwerkbau, Mansarddach, wohl aus dem 18. Jahrhundert | BW                             |
| Wohn- und Geschäftshaus           | Rosenstraße 21 Lage                                         | 18. Jahrhundert                     | verputztes Fachwerkhaus, Mansarddach, wohl aus dem 18. Jahrhundert, Putzdekoration um 1900/10 | Fotos hochladen                |
| Wohnhaus                          | Rosenstraße 22/24 Lage                                      |                                     | stattlicher Mansarddachbau mit Seitenflügeln | BW                             |
| Wohnhaus                          | Rosenstraße 40 Lage                                         | Ende des 18. Jahrhunderts           | stattlicher zweiflügliger Walmdachbau, verputztes Fachwerk, wohl vom Ende des 18. Jahrhunderts | BW                             |
| Oranierbrücke                     | Schaumburger Straße Lage                                    | 18. Jahrhundert                     | einbogige Straßenbrücke, 18. Jahrhundert | weitere Bilder Fotos hochladen |
| Wohnhaus                          | Schaumburger Straße 33 Lage                                 | spätes 18. Jahrhundert              | stattlicher zweiflügliger verputzter Fachwerkbau, Mansarddach, wohl aus dem späten 18. Jahrhundert | BW                             |
| Tunnelportal                      | Schläferweg Lage                                            | um 1860                             | Ostportal des Guckenbergtunnels der Lahnbahn; Schiefermauerwerk mit Sandsteingliederung, um 1860 | BW                             |
| Tunnelportal                      | Schläferweg Lage                                            | um 1860                             | Westportal des Guckenbergtunnels der Lahnbahn; Schiefermauerwerk mit Sandsteingliederung, um 1860 | BW                             |
| Wohnhaus                          | Schläferweg 2 Lage                                          | spätes 17. oder 18. Jahrhundert     | verputztes Fachwerkhaus, wohl aus dem späten 17. oder dem 18. Jahrhundert, Fensterrahmungen unter Jugendstileinfluss | BW                             |
| Friso-Brunnen                     | Schloßberg Lage                                             |                                     | als Denkmal für Fürst Johann Wilhelm Friso († 1711) | weitere Bilder Fotos hochladen |
| Wohnhaus                          | Schloßberg 1 Lage                                           | 17. Jahrhundert                     | dreigeschossiges Fachwerkhaus, teilweise verputzt und verkleidet, wohl aus dem 17. Jahrhundert | weitere Bilder Fotos hochladen |
| Wohnhaus                          | Schloßberg 2 Lage                                           | 1718                                | Fachwerkhaus, 1718, 1880 aufgestockt | Fotos hochladen                |
| Wohnhaus                          | Schloßberg 3 Lage                                           | 15. Jahrhundert                     | Fachwerkhaus, im Kern aus dem 15. Jahrhundert | weitere Bilder Fotos hochladen |
| Evangelische Stiftskirche         | Schloßberg 4 Lage                                           | zweite Hälfte des 13. Jahrhunderts  | ehemals Stiftskirche St. Maria und Johann Baptist; dreischiffige querhauslose gotische Bruchsteinhalle mit Emporen, Walmdach, niedriger Dachturm, zweite Hälfte des 13. Jahrhunderts; mit Ausstattung | Fotos hochladen                |
| Wohnhaus                          | Schloßberg 5 Lage                                           | 15. Jahrhundert                     | zweigeschossiges Fachwerkhaus, 15. Jahrhundert | weitere Bilder Fotos hochladen |
| Schlösschen Eberhard              | Schloßberg 6 Lage                                           | 1250                                | auch Das Haus zu den Papageien; Schlösschenanlage bestehend aus Haupthaus mit Gewölbekeller und Seitenpavillon, ehemaligem Kutscherhaus, Hof und Garten; ehemaliger Burgsitz von 1250; umgebaut bzw. erweitert 1482, 1552 und 1588; dreigeschossiges Wohnhaus, verputzt und verschiefert | Fotos hochladen                |
| Grafenschloss Diez                | Schloßberg 8 Lage                                           | ab dem 11. Jahrhundert              | Hauptturm: unterer Teil wohl aus dem 11. Jahrhundert, oberer Teil spätgotisch; ehemaliger Palas, wohl vom Anfang des 14. Jahrhunderts; Stumpf eines Rundturms, 13. Jahrhundert, 1784 überbaut; Hof der Vorburg mit Bauten des 16. bis 18. Jahrhunderts; ehemalige Kapelle mit Ausmalung, Mitte des 12. Jahrhunderts; Torbau, 1581; Mauerreste der ehemaligen Vorburg, Anfang des 14. Jahrhunderts, darauf ehemalige Rezeptur, 1610 | weitere Bilder Fotos hochladen |
| Zehntscheune                      | Schloßberg 10 Lage                                          | 18. Jahrhundert                     | ehemalige Zehntscheune (?); breitgelagerter Walmdachbau, verputzt und verschiefert, 18. Jahrhundert | weitere Bilder Fotos hochladen |
| Rezeptur                          | Schloßberg 12 Lage                                          | 1610                                | ehemalige Rezeptur; dreigeschossiger verschieferter Fachwerkbau | weitere Bilder Fotos hochladen |
| Evangelisches Pfarrhaus           | Schloßberg 13 Lage                                          | um 1860/70                          | ehemaliges evangelisches Pfarrhaus; Walmdachbau, Mittelrisalit, um 1860/70 | Fotos hochladen                |
| Katasteramt                       | Schloßberg 20 Lage                                          | um 1880/90                          | Backsteinbau, Mittelrisalit, wohl um 1880/90 | weitere Bilder Fotos hochladen |
| Kasino                            | Schöne-Aussicht-Straße 2 Lage                               | 1914                                | ehemaliges Kasino der Diezer Garnison; villenartiger Mansarddachbau, Reformarchitektur, 1914 | BW                             |
| Schulhaus                         | Schulstraße 2 Lage                                          | 18. Jahrhundert                     | angeblich ehemalige Schule; zehnachsiger Mansarddachbau, zwei Torfahrten, verputzt, Fachwerk wohl aus dem 18. Jahrhundert | Fotos hochladen                |
| Wohnhaus                          | Schulstraße 3 Lage                                          | erste Hälfte des 18. Jahrhunderts   | dreigeschossiges Fachwerkhaus, teilweise massiv, Mansarddach, erste Hälfte des 18. Jahrhunderts | Fotos hochladen                |
| Wohnhaus                          | Schulstraße 4/5 Lage                                        | 1707                                | Doppelwohnhaus; dreigeschossiger Fachwerkbau, teilweise massiv, Mansarddach, bezeichnet 1707 und 1907 (Erweiterung) | Fotos hochladen                |
| Evangelische Kirche St. Peter     | St.-Peterweg Lage                                           | 1830                                | Neubau von 1830 unter Verwendung alter Teile, im Kern romanischer Westturm | weitere Bilder Fotos hochladen |
| Wohnhaus                          | Unterstraße 1 Lage                                          | 18. Jahrhundert                     | Fachwerkhaus, teilweise massiv, verputzt, Mansarddach, wohl aus dem 18. Jahrhundert | BW                             |
| Wohnhaus                          | Unterstraße 8 Lage                                          | um 1800                             | zwölfachsiger Mansarddachbau, Fachwerk verputzt, um 1800 | BW                             |
| Wohn- und Geschäftshaus           | Wilhelmstraße 1 Lage                                        | 18. Jahrhundert                     | Wohn- und Geschäftshaus, verputzt, Fachwerk wohl aus dem 18. Jahrhundert | Fotos hochladen                |
| Hotel Viktoria                    | Wilhelmstraße 3 Lage                                        |                                     | dreigeschossiger spätklassizistischer Bauteil eines Wohn-, Geschäfts- und Gasthauses | Fotos hochladen                |
| Wohn- und Geschäftshaus           | Wilhelmstraße 6 Lage                                        | um 1870                             | dreigeschossiger, siebenachsiger spätklassizistischer Putzbau, um 1870 | BW                             |
| Wohn- und Geschäftshaus           | Wilhelmstraße 9 Lage                                        | um 1870                             | dreigeschossiges, fünfachsiges Wohn- und Geschäftshaus, um 1870 | BW                             |
| Gasthof                           | Wilhelmstraße 12 Lage                                       | Ende des 18. Jahrhunderts           | Dreiflügelanlage, Mansarddach, bezeichnet 1723, jedoch nicht vor Ende des 18. Jahrhunderts errichtet, Putzgliederung wohl vom Anfang des 20. Jahrhunderts (oder bauzeitlich?) | BW                             |
| Wohnhaus                          | Wilhelmstraße 18 Lage                                       | 1697                                | breitgelagertes verputztes Fachwerkhaus, bezeichnet 1697 und 1714 | BW                             |
| Rathaus                           | Wilhelmstraße 63 Lage                                       | um 1850/60                          | ehemaliges Wohnhaus; stattliches dreieinhalbgeschossiges spätklassizistisches Wohnhaus, um 1850/60 | weitere Bilder Fotos hochladen |
| Schlossmühle                      | Zum Mühlchen 47 Lage                                        | spätes 18. Jahrhundert              | ehemalige Schlossmühle; verputzter Fachwerkbau, Laubengänge, Krüppelwalmdach, wohl aus dem späten 18. Jahrhundert | BW                             |
| Wasserbehälter                    | Zum Wasserwäldchen, zwischen Nr. 13 und 17 Lage             | um 1890                             | roter Backsteinbau mit Blendbögen und zinnenartiger Bekrönung, um 1890; Zeugnis für die Einführung der modernen zentralen öffentlichen Wasserversorgung | Fotos hochladen                |
| Schulhaus                         | Freiendiez, Friedrichstraße 14 Lage                         | 1905/06                             | Backsteinbau, bezeichnet 1905–1906 | weitere Bilder Fotos hochladen |
| Wohnhaus                          | Freiendiez, Gartenstraße 2 Lage                             | 17. Jahrhundert                     | dreiflügliges Wohnhaus, ursprünglich wohl zwei parallele Fachwerkhäuser, 17. Jahrhundert, im 18. Jahrhundert wohl erweitert, erhöht und zusammengefasst | Fotos hochladen                |
| Kriegerdenkmal                    | Freiendiez, Limburger Straße, Ecke Rudolf-Dietz-Straße Lage | 1895                                | Kriegerdenkmal 1870/71, Skulptur Kaiser Wilhelms I., bezeichnet 1895 | Fotos hochladen                |
| Strafvollzugsanstalt              | Freiendiez, Limburger Straße 122 Lage                       | 1912                                | 1912 erbaut; Gesamtanlage | weitere Bilder Fotos hochladen |
| Evangelische Jakobuskirche        | Freiendiez, Mittelstraße 1 Lage                             | 1851–53                             | Saalbau, 1851–53 | weitere Bilder Fotos hochladen |
| Gasthaus                          | Freiendiez, Wilhelmstraße 90 Lage                           | 18. Jahrhundert                     | achtachsiger Mansarddachbau, verputzt, Fachwerk teilweise wohl aus dem 18. Jahrhundert | Fotos hochladen                |